# Sophie Vaysse
Pour les articles homonymes, voir Vaysse.
Sophie Vaysse, née le 22 janvier 1994 à Cahors dans le Lot, est une footballeuse française évoluant au poste de milieu de terrain au Rodez AF.

## Biographie

### Carrière en club
Sophie Vaysse commence le football à l'âge de cinq ans au Puy-l'Évêque Prayssac FC (PPFC). Au PPFC puis à l'École de foot de la Basse Vallée du Lot, elle évolue pendant 10 ans en mixité. À 15 ans, elle intègre le pôle espoir de Blagnac et l'ASPTT Albi, une équipe intégralement féminine. Elle évolue ainsi très jeune en deuxième division senior. Après 3 ans à Albi, Sophie Vaysse rejoint le Rodez AF évoluant en Division 1. Trois ans après, en 2015, elle rejoint le FCF Juvisy qui devient en 2017 le Paris FC.

### Carrière en sélection
Sophie Vaysse est sélectionnée en 2010 et 2011 en équipe de France des moins de 17 ans, avec laquelle elle terminera finaliste de l'Euro 2011, puis en 2012 en moins de 19 ans.
En 2015, elle est sélectionnée en équipe de France B.

## Statistiques
| Saison                | Club                  | Championnat           | Championnat | Championnat | Coupe(s) nationale(s) | Coupe(s) nationale(s) | Total | Total |
| Saison                | Club                  | Division              | M.          | B.          | M.                    | B.                    | M.    | B.    |
| 2009-2010             | ASPTT Albi            | Division 2            | 18          | 0           | 2                     | 0                     | 20    | 0     |
| 2010-2011             | ASPTT Albi            | Division 2            | 10          | 0           | 0                     | 0                     | 10    | 0     |
| 2011-2012             | ASPTT Albi            | Division 2            | 20          | 0           | 0                     | 0                     | 20    | 0     |
| Sous-total            | Sous-total            | Sous-total            | 48          | 0           | 2                     | 0                     | 50    | 0     |
| 2012-2013             | Rodez AF              | Division 1            | 21          | 0           | 3                     | 0                     | 24    | 0     |
| 2013-2014             | Rodez AF              | Division 1            | 21          | 0           | 1                     | 0                     | 22    | 0     |
| 2014-2015             | Rodez AF              | Division 1            | 21          | 0           | 3                     | 0                     | 24    | 0     |
| Sous-total            | Sous-total            | Sous-total            | 63          | 0           | 7                     | 0                     | 70    | 0     |
| 2015-2016             | FCF Juvisy            | Division 1            | 5           | 0           | 1                     | 0                     | 6     | 0     |
| 2016-2017             | FCF Juvisy            | Division 1            | 7           | 0           | 2                     | 0                     | 9     | 0     |
| 2017-2018             | Paris FC              | Division 1            | 13          | 0           | 0                     | 0                     | 13    | 0     |
| 2018-2019             | Paris FC              | Division 1            | 12          | 0           | 2                     | 0                     | 14    | 0     |
| 2019-2020             | Paris FC              | Division 1            | 14          | 1           | 1                     | 0                     | 15    | 1     |
| Sous-total            | Sous-total            | Sous-total            | 51          | 1           | 6                     | 0                     | 57    | 1     |
| Total sur la carrière | Total sur la carrière | Total sur la carrière | 162         | 1           | 15                    | 0                     | 177   | 1     |

## Palmarès
France -17 ans
- Euro -17 ans
  - Finaliste : 2011